# كيفن كونرت
كيفن كونرت (بالإنجليزية: Kevin Kunnert)‏ مواليد 11 نوفمبر 1951 في دوبوك، هو لاعب كرة سلة أمريكي معتزل. بدأ مسيرته الاحترافية في سنة 1973. تم اختياره من قبل فريق شيكاغو بولز خلال الدرافت. يبلغ طوله 7 قدم 0 بوصة (2.1 م). اعتزل اللعب في 1982. أحرز خلال مسيرته في الإن بي إيه 4602 نقطة بمعدل 8.3 نقاط في المباراة الواحدة.

## المسيرة الاحترافية
لعب مع بوفالو بريفز في موسم 1973–1974، ثم لعب مع هيوستن روكتس في سنة 1978، ثم لعب مع لوس أنجلوس كليبرز في موسم 1978–1979، ثم لعب مع بورتلاند ترايل بلايزرز من سنة 1979 إلى 1982.

## روابط خارجية
- كيفن كونرت على موقع إن بي أي (الإنجليزية)
- كيفن كونرت على موقع سبورتس رفرنس (الإنجليزية)
- كيفن كونرت على موقع كلية كرة السلة في سبورتس رفرنس.كوم (الإنجليزية)
- كيفن كونرت على موقع ريلجم (الإنجليزية)
- كيفن كونرت على موقع بروبوليرز (الإنجليزية)